# Michael O'Hare
Michael O'Hare (Chicago, 6 mei 1952 – New York, 28 september 2012) was een Amerikaans acteur. 
O'Hare was vooral bekend om zijn rol als commandant Sinclair in de serie Babylon 5.

## Biografie
O'Hare heeft gestudeerd aan de Harvard-universiteit in Cambridge (Massachusetts) waar hij zijn diploma haalde in Engelse literatuur. Hierna ging hij studeren aan de Juilliard School in New York.
O'Hare begon in 1976 met acteren in de miniserie The Adams Chronicles. Hierna heeft hij nog meerdere rollen gespeeld in televisieseries en films zoals One Life to Live (1988), The Trial of the Incredible Hulk (1989), The Ambulance (1990) en Babylon 5 (1994-1996). 
O'Hare was ook actief in het theater, hij maakte in 1978 zijn debuut op Broadway in het toneelstuk Players als Geoff Hayward. Hierna speelde hij nog driemaal op Broadway. In 1978 met het toneelstuk Man and Superman als Hector Malone Jr., in 1989 met het toneelstuk A Few Good Men als Nathan Jessep en in 1991 met het toneelstuk The Crucible als John Hale.
O'Hale was van 1998 getrouwd met zijn vrouw tot aan zijn dood in 2012. In 2000 heeft hij voor het laatst geacteerd, wat hij hierna gedaan heeft is niet bekend.
Volgens J. Michael Straczynski begon O'Hare te lijden aan een waanstoornis tijdens het filmen van het eerste seizoen van Babylon 5. Halverwege de opnames werden de aanvallen ernstiger en werd het voor O'Hare steeds moeilijker door te werken. Straczynski bood aan de opnames tijdelijk te staken, maar O'Hare was bang dat dit de continuïteit van de serie in gevaar zou brengen. O'Hare maakte het eerste seizoen af, maar werd uit de serie geschreven op voorwaarde dat Straczynski zijn aandoening geheim zou houden. Na zijn dood in 2012 onhulde Straczynski de details rondom zijn vertrek uit Babylon 5.

## Filmografie

### Films
- 1990: The Ambulance – als Hal
- 1990: By a Thread – als Quentin
- 1989: Last Exit to Brooklyn – als politieagent
- 1989: The Trial of the Incredible Hulk – als gangster op metrotrein
- 1986: Rage of Angels: The Story Continues – als Dennis Callahan
- 1986: A Case of Deadly Force – als Joe Miller
- 1984: C.H.U.D. – als Fuller
- 1981: The Pursuit of D.B. Cooper – als autoeigenaar
- 1979: Marciano – als Allie
- 1979: The Promise – als Ben Avery
- 1978: Keefer – als Benny

### Televisieseries
Uitgezonderd eenmalige gastoptredens. 
- 1994-1996: Babylon 5 – als Jeffrey Sinclair – 26 afl.
- 1985: Another World - als brandweercommandant - 2 afl.
- 1976: The Adams Chronicles – als Richard Cranch – 6 afl.

- Bibliothèque nationale de France: cb142120284 (data)
- International Standard Name Identifier: 0000 0001 1457 699X
- Library of Congress Control Number: no2003058798
- Système universitaire de documentation: 174581750
- Virtual International Authority File: 161659704
- WorldCat: E39PBJxGY3DpVyMRjMQwDB4Qbd